# Takeichi Harada
Takeichi Harada (原田 武一?, Harada Takeichi; Osaka, 16 maggio 1899 – Kurashiki, 12 giugno 1978) è stato un tennista giapponese.

## Carriera
Partecipò alle olimpiadi di Parigi 1924 dove raggiunse i quarti di finale nel singolare venendo sconfitto da Uberto de Morpurgo, rappresentò la propria nazione anche in Coppa Davis dove scese in campo dal 1924 al 1930 ottenendo ventisette vittorie e dodici sconfitte. Durante la competizione per nazionali sconfisse diversi grandi dell'epoca: nel 1926 superò i moschettieri René Lacoste e Henri Cochet mentre nell'edizione del 1930 ebbe la meglio su Jan Koželuh e su de Morpurgo.
Scese in campo in tutti e quattro i tornei dello Slam, raggiunse il terzo turno sia al Roland Garros 1930 (dove impegnò in quattro set Harry Hopman) che sull'erba di Wimbledon e di Forest Hills. 
Si classificò in top-10 mondiale nel biennio 1925-26 raggiungendo come miglior risultato la settima posizione.